# Aeropuerto Municipal de Chico

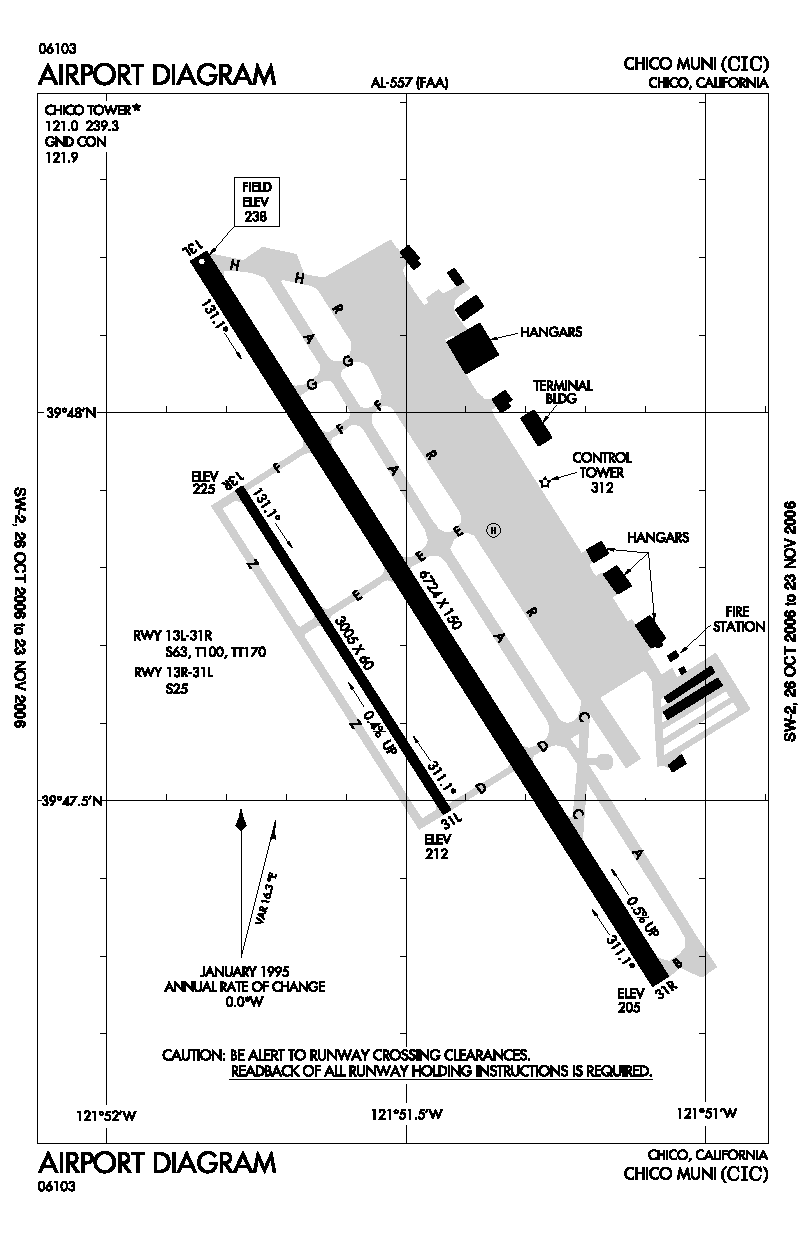

El Aeropuerto Municipal de Chico o el Chico Municipal Airport (IATA: CIC, OACI: KCIC, FAA LID: CIC) es un aeropuerto público localizado a cuatro millas (6 km) al norte del Distrito Central de Negocios (CBD) de Chico, una ciudad en el condado de Butte, California. El aeropuerto cubre 1,475 acres (6 km²) y has tiene dos pistas de aterrizajes y un helipuerto. Es usado principalmente para la aviación general, pero es servido por una aerolínea comercial.

## Aerolíneas y destinos
- United Express operada por SkyWest Airlines (San Francisco)